# ナインハーフ2
『ナインハーフ2』（Love in Paris）は、1997年劇場未公開のアメリカ合衆国の映画。ヒットした『ナインハーフ』の続編だが、日本でも劇場未公開。

## あらすじ
エリザベスに捨てられてから10年、ジョンは鬱と孤独の世界に落ち込み、自殺を考えていた。そんな中、パリで開催されるエリザベスの絵を集めた美術展の招待状がジョンに届く。もう一度エリザベスと話したい一心で、ジョンはフランス行きの飛行機に乗り込むのだった。
オークション会場に到着した彼は、早速彼女の作品をすべて落札するが、そこにエリザベスの姿はなかった。だが、彼がかつてエリザベスに贈ったショールとまったく同じものを身につけた美しい女性（アンジー・エヴァーハート）の姿があった。女性の名前はレア・キャロ。彼女は、自分はエリザベスの親友で、エリザベスは今、別の国で幸せな結婚生活を送っているのだと言う。
ジョンは、レアが何か隠しているのではないかと疑う。そして、エリザベスがレアにかつてのジョンとの関係の詳細を話していたことが明らかになった。ファッションデザイナーのレアは明らかにジョンに惹かれており、ジョンもレアに好意を抱き始める。やがて二人は情熱的な関係を築き始めるが、レアはジョンからのエリザベスについての質問には答えようとしない。
また、ジョンはレアの美しいアシスタント、クレアとも親しくなるが、クレアはボーイフレンドとの間に虐待的な関係を持っていた。その後のエリザベスの運命の真相に近づくにつれ、ジョンは過去の行動が自分をどのように変えたのか、また、レアが望むような恋人になれるのか、ということに悩み始める。

## スタッフ
- 監督：アン・ゴールソウ
- 製作：スタファン・アーレンベルグ、ヤニック・ベルナール
- 製作総指揮：バリー・バーンホルツ、ドン・カーモディ、ジェイ・ファイアストーン、バスティアン・ギーベン、マリオ・ソテラ
- 脚本：マイケル・デイヴィス
- 撮影：ロバート・アラズラキ
- 音楽：フランシス・ヘインズ、スティーヴン・パーソンズ

## キャスト
- ミッキー・ローク：ジョン・グレイ（日本語吹替：安原義人）
- アンジー・エヴァーハート：レア（高島雅羅）
- アガト・デ・ラ・フォンテーヌ：クレア（茂呂田かおる）
- スティーヴン・バーコフ：ヴィットリオ・ダシルヴァ（谷口節）
- ダグレイ・スコット：チャーリー
- ワーナー・シュレイヤー
- フェイサル・アティア
- フィリップ・ベリア
- クリスティーヌ・ブランドナー
- サンドラ・チェルヴィク
- ラナ・クラークソン